# 阿尔法尔纳特霍
阿尔法尔纳特霍，是西班牙安达卢西亚自治区马拉加省的一个市镇。 总面积20平方公里，总人口412人（2001年），人口密度21人/平方公里。